# Carife
Carife (Carìfë in dialetto irpino) è un comune italiano di 1 241 abitanti della provincia di Avellino in Campania.

## Geografia fisica

### Territorio
Il paese è situato in Irpinia, nel cuore della Baronia, a 740 m s.l.m. su di un colle alle falde del contrafforte di Trevico, in posizione dominante sull'intera valle dell'Ufita.

## Origini del nome
Il toponimo è di origine pre-romana e si ricollega a numerose altre forme simili (Callifae, Corifa-, Codifla-) attestate in ambito osco-umbro.
In epoca pre-romana il territorio era infatti abitato da popolazioni sannitiche, come attestato dai copiosi reperti rinvenuti nell'area archeologica di Carife, una delle più importanti dell'Irpinia.

## Storia
Nel corso dei secoli il comune fu assoggettato alla baronia di Vico e ripetutamente danneggiato da diversi eventi sismici, specialmente dal terremoto dell'Irpinia del 1732.
Nell'Ottocento il comune fece parte del circondario di Castelbaronia ricadente nel distretto di Ariano nell'ambito del principato Ultra all'interno del regno delle Due Sicilie. In epoca postunitaria Carife fu parte del mandamento di Castelbaronia nell'ambito del circondario di Ariano di Puglia all'interno della provincia di Avellino.

## Monumenti e luoghi d'interesse

### Architetture civili
- Palazzo Marchesale. L’edificio risale al XVIII sec. esattamente costruito nel 1733 Dal Marchese Antonio Capobianco dopo il sisma del sisma del 1732. Il quale sisma distrusse il vecchio Palazzo Marchesale situato sulla parte antica detta "Fossi", dove fu donato come feudo dalla madre Laura Ciaccio di Cosenza, vedova Giovanni Francesco Capobianco, acquistato a suo tempo da Carlo Vecchione nel XVII sec., con precisione nel 1646 per 17.400 Ducati, che ne era proprietario in qualità di Barone. Possiede un portale arcuato a bugnato rustico ed un ampio cortile interno. Caratteristiche seicentesche si sono conservate nelle varie sale.

### Architetture religiose
- Chiesa Madre di San Giovanni Battista. L’originario edificio venne distrutto dal sisma del 1732 per poi essere ricostruito nel 1756 secondo lo stile Vanvitelliano La facciata è del tipo a capanna con portale in pietra decorato in stile barocco, finestrone centrale e lesene laterali. L'interno è a una sola navata e sono custoditi un polittico della Madonna del Rosario risalente al 1585 appartenente alla scuola di Andrea Sabatini da Salerno, affreschi di F. Marziano, un crocifisso ligneo del ‘700, una tela di antica scuola napoletana rappresentante San Giovanni Battista, statue lignee policrome ed un artistico altare in marmo.
- Convento di San Francesco o della Madonna delle Grazie.
- Chiesa dell'Addolorata. Risale al 1770.

### Siti archeologici
- Area archeologica di Carife. Tutto il territorio comunale è stato oggetto di scavi e ritrovamenti archeologici; in particolare in località Addolorata, nei pressi della chiesa omonima, si trova un importante sito archeologico, in cui sono state rinvenute le tombe sannitiche che componevano la necropoli irpina, resti di attrezzi risalenti al neolitico e vari monili.[7]

- Aia di Cappitella, dove sono venuti alla luce reperti del neolitico, reperti litici e in ossidiana, ceramiche e resti cdi combustione, risalenti al IV-III millennio a.C. [8][9].

## Società

### Evoluzione demografica
Abitanti censiti

Carife è in costante declino demografico, sin dal primo dopoguerra. Il tasso di natalità si attesta al 9‰ (tasso regionale 11,1‰; tasso nazionale 9,5‰) nel 2009 i nati sono stati 14, i morti 23 con un saldo naturale di -9. Il saldo migratorio è stato -10.

### Etnie e minoranze straniere
Al 31 dicembre 2010 risultavano residenti nel territorio di Carife 28 cittadini stranieri, pari all'1,83% della popolazione comunale.

### Lingue e dialetti
Accanto alla lingua italiana, a Carife è in uso una varietà del dialetto irpino.

### Religione
Il comune appartiene alla diocesi di Ariano Irpino-Lacedonia.

## Cultura
Il museo archeologico di Carife raccoglie reperti e manufatti di epoca sannitica provenienti dalle vaste necropoli ricomprese nella vicina area archeologica.

## Amministrazione

### Altre informazioni amministrative
Il comune fa parte della Comunità montana dell'Ufita.